# Свіблово (станція метро)
55°51′19″ пн. ш. 37°39′10″ сх. д. / 55.85528° пн. ш. 37.65278° сх. д.
«Сві́блово» (рос. Свиблово) — станція Калузько-Ризької лінії Московського метрополітену. Розташована між станціями «Ботанічний сад» і «Бабушкінська», в однойменному районі ПСАО.
Відкрита 29 вересня 1978 у складі черги «ВДНХ» — «Медведково».

## Технічна характеристика
Конструкція станції — колонна мілкого закладення (глибина закладення — 8 м). Станція споруджена зі збірних конструкцій. Крок колон — 6,5 м.

## Вестибюлі
Наземні вестибюлі відсутні, вхід на станцію здійснюється через підземні переходи, що мають виходи на Снігову вулицю, вулицю Амундсена і проїзд Русанова. Два підземних вестибюлі з'єднані зі станцією сходами.

## Оздоблення
Стіни оздоблені білим з сірими прожилками мармуром «Коєлга», підлога викладена чорним і сірим гранітом. Стеля підтримується двома рядами по 26 колон зі світлого мармуру; останні прикрашені декоративними вертикальними вставками з золотистого анодованого алюмінію. З боку північного виходу розташоване смальтове панно «Сказання про Ігорів похід», а з боку південного — «Дівчата в народному одязі». Обидва панно розміщені над сходами.
У верхній частині колійних стін знаходиться фриз з 48 мозаїчними зображеннями (по 24 на кожній із стін), присвячених містам Росії. Половина мозаїк є гербами, інша — квадратні панно (автор — Ю. М. Корольов). Герби і панно чергуються один з одним. Кожна з мозаїк підписана литими буквами, стилізованими під старослов'янську в'язь.

## Пересадки
- Автобуси: 61, 176, 185, 195, 380, 428, 628, н6

## Колійний розвиток

Схема колійного розвитку станції «Свіблово»

Станція з колійним розвитком — 7 стрілочних переводів, пошерсний і протишерсний з'їзди, 2 одноколійні ССГ з електродепо ТЧ-10 «Свіблово» і 1 запобіжний тупик.